# Печчеи, Аурелио
Ауре́лио Печче́и  (итал. Aurelio Peccei [auˈrɛljo petˈtʃɛi]; 4 июля 1908, Турин, Королевство Италия — 14 марта 1984, Рим, Италия) — итальянский учёный (отец венгр, мать итальянка), менеджер и общественный деятель, основатель и первый президент Римского клуба, исследовавшего глобальные модели развития человечества.
А. Печчеи — автор книг и документов по глобальной проблематике и концепции устойчивого развития.
Был вице-президентом компании «Olivetti», членом административного совета компании «Фиат». Во время Второй мировой войны был активным участником антифашистского сопротивления.

## Биография
Окончив Туринский университет по специальности «экономика» в 1930 году, поступил в Сорбонну по стипендии и был награжден бесплатной поездкой в Советский Союз. Знание языков привело его в компанию «Фиат». Хотя в начале 1930-х годов он постоянно находился под подозрением как антифашист, в 1935 году успешная миссия Fiat в Китае укрепила его положение в руководстве компании.
Во время Второй мировой войны Печчеи присоединился к антифашистскому движению, был членом «Справедливости и свободы». Был арестован, заключён в тюрьму и подвергнут пыткам. После 11 месяцев в тюрьме он был освобождён в январе 1945 года. После войны участвовал в различных частных и государственных усилиях по восстановлению Италии, а также компании «Фиат». В 1949 году он отправился в Латинскую Америку, чтобы возобновить там деятельность компании, и поселился с этой целью в Аргентине.
Автор нескольких прогностических и научно-популярных книг, переведённых на многие как европейские, так и азиатские языки.

## Основные работы
- A. Peccei. The Chasm Ahead. — New York: «Macmillan», 1969. — ISBN 0-02-595360-5.
- A. Peccei. The Human Quality. — Oxford; New York: «Pergamon Press», 1977. — ISBN 0-08-021479-7.
  - Печчеи А. Человеческие качества. / Перевод с английского О. В. Захаровой с издания The Human Quality «Pergamon Press» Oxford, 1977. — М.: «Прогресс», 1980. — 302 с.
    - Переиздание: Печчеи А. Человеческие качества. — М.: «Прогресс», 1985. — 312 с.
- A. Peccei. One hundred pages for the future: reflections of the president of the Club of Rome. — New York: «Pergamon Press», 1981. — ISBN 0-08-028110-9.
- A. Peccei, D. Ikeda и R. L. Gage. Before It Is Too Late. — Tokyo: «Kodansha Int.»; New York: «Harper&Row», 1984. — ISBN 0-87011-700-9.